# Stoer Geweld

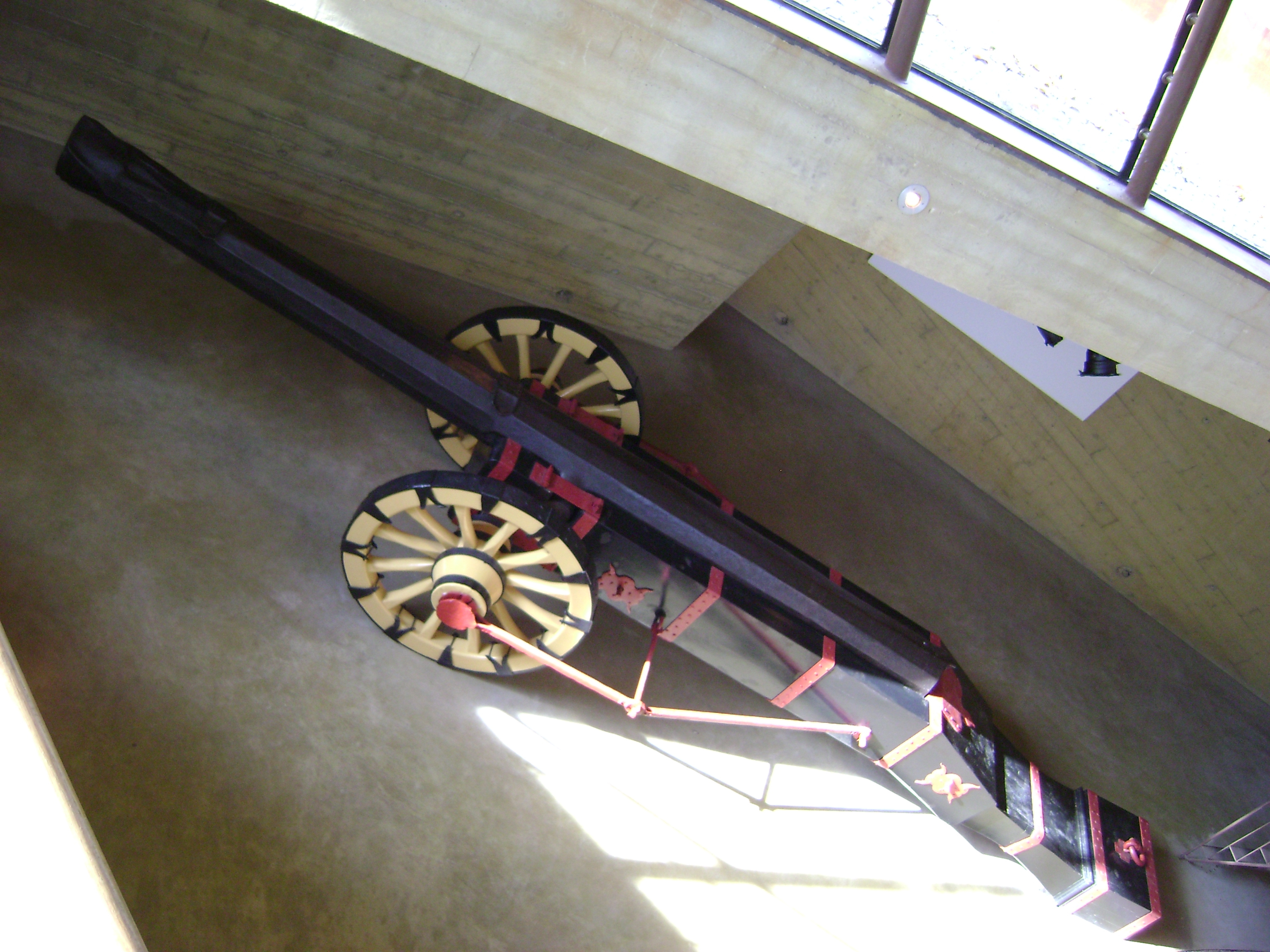
Het kanon zoals te zien in het Bastionder museum

Stoer Geweld is de naam van een kanon op Bastion Oranje te 's-Hertogenbosch. Het kanon is beter bekend als de Boze Griet. De naam Griet is in de Middeleeuwen een veelgebruikte naam voor een wapen met vuurmonden met een grote afmeting.
Het kanon heeft een kaliber van zeventien centimeter en de lengte van het gevaarte is zes meter vierendertig. De kop van het kanon heeft de vorm van een vissenhoofd. Het kanon heeft een Oud-Duitse inscriptie (Stuerghewalt heis ich/ Tschertogenbusch behud ich), waarvan de vertaling is: "Stoer Geweld heet ik, 's-Hertogenbosch behoed ik". Dit was pure bluf, want bij de aflevering bleek het kanon niet te werken.
Het kanon is in 1511 gegoten door Jan van Zeghen uit Keulen in opdracht van de stad 's-Hertogenbosch en de Meierij van 's-Hertogenbosch. De stad is eigenaar van het kanon. In 1677 wilde een stel ruiters het kanon naar de haven van 's-Hertogenbosch brengen en van daaruit verschepen. Het bleek dat het kanon door de Raad van State was geschonken aan Maurits van Oranje. Maurits schreef vervolgens een brief aan de stad waarin hij vermeldde dat hij niet wist dat de stad eigenaar van het kanon was. Tegelijkertijd verzocht hij de stad om het kanon aan hem te schenken. Dit gebeurde echter niet.
Het kanon lag voorheen voor het Stadhuis.